# 竹下賢
竹下 賢（たけした けん（まさる）、1946年 - 2018年1月18日）は、日本の法学者。専門は、法哲学・環境法哲学・環境法思想。関西大学名誉教授。

## 略歴

### 学歴
- 1972年 - 京都大学法学部卒業
- 1974年 - 京都大学大学院法学研究科修士課程修了
- 1977年 - 京都大学大学院法学研究科博士課程単位取得
- 1987年 - 京都大学より法学博士の学位を取得

### 職歴
- 1977年 - 関西大学法学部専任講師
- 1980年 - 関西大学法学部助教授
- 1987年 - 関西大学法学部及び大学院法学研究科教授
- 2004年 - 関西大学大学院法務研究科教授
- 2001年11月～2005年11月-日本法哲学会理事長
- 2003年10月～2006年9月-関西大学副学長
- 2017年 - 関西大学大学院法務研究科教授を退任

## 著作

### 単著
- 『実践地平の法理論』（昭和堂、1984年）
- 『法 その存在と効力』（ミネルヴァ書房、1985年）
- 『実証主義の功罪―ドイツ法思想の現代史』（ナカニシヤ出版、1995年）

### 共著
- （田中成明・深田三徳・亀本洋・平野仁彦）『法思想史』（第2版 有斐閣、1997年）
- （角田猛之・平野敏彦）『トピック法思想―羅針盤としての歴史』（法律文化社、2000年）
- （角田猛之）『マルチ・リーガル・カルチャー―法文化へのアプローチ』（改訂版 晃洋書房、2002年）

### 共編著
- （角田猛之）『恒藤恭の学問風景―その法思想の全体像』（法律文化社、1999年）
- （ホセ・ヨンパルト・酒匂一郎・田中成明・笹倉秀夫・永尾孝雄）『自由と正義の法理念』（成文堂、2003年）
- （福井康太）『はじめての法学 (first step)』（成文堂、2005年）
- （ホセ・ヨンパルト・三島淑臣・長谷川晃）『法の理論〈25〉特集:戦争・テロと平和・正義』（成文堂、2006年）
- （ホセ・ヨンパルト・長谷川晃・三島淑臣）『法の理論〈26〉―特集:人間の尊厳と生命倫理』（成文堂、2007年）
- （角田猛之・竹村和也・沼口智則）『入門法学―現代社会に生きる法・活かす人権』（第3版 晃洋書房、2009年）
- （角田猛之・市原靖久・桜井徹）『はじめて学ぶ法哲学・法思想―古典で読み解く21のトピック』（ミネルヴァ書房、2010年）
- （ホセ・ヨンパルト・三島淑臣・長谷川晃）『法の理論〈29〉特集 私的自治:私・個人とは何か』（成文堂、2010年）
- （宇佐美誠）『法思想史の新たな水脈―私法の源流へ』（昭和堂、2013年）

### 訳書
- （アルトゥール・カウフマン：著）『正義と平和』（ミネルヴァ書房、1990年）
- （アルトゥール・カウフマン：著、上田健二・永尾孝雄・西野基継：共訳）『法・人格・正義』（昭和堂、1996年）
- （ハンス・ケルゼン：著、新正幸・今井弘道・長尾龍一・森田寛二：共訳）『ハンス・ケルゼン著作集〈4〉法学論』（慈学社出版、2010年）